# Star Wars Episode I: The Phantom Menace
Star Wars Episode I: The Phantom Menace (literalment en català Star Wars episodi I: L'amenaça fantasma) és una pel·lícula de ciència-ficció de l'any 1999 dirigida i escrita per George Lucas. És la quarta entrega de la saga La guerra de les galàxies i la primera en ordre cronològic. El film es va estrenar 22 anys després de l'estrena d'Una nova esperança.
La trama descriu la història del mestre jedi Qui-Gon Jinn i del seu aprenent Obi-Wan Kenobi, els quals escorten i protegeixen la reina Amidala des del seu planeta Naboo fins a Coruscant amb l'esperança de trobar una sortida pacífica a un conflicte comercial interplanetari a gran escala. També tracta del jove Anakin Skywalker abans de convertir-se en jedi, el qual és presentat com un esclau amb un potencial de la Força inusualment fort.
Lucas va començar la producció de la pel·lícula després d'arribar a la conclusió que la tecnologia dels efectes especials havia avançat el suficient per fer la quarta entrega de la saga. El rodatge va començar el 26 de juny de 1997 a diferents llocs, entre els quals, un cop més, l'estepa tunisiana. Els efectes especials inclouen un gran nombre d'escenes generades per ordinador; alguns dels seus personatges i paisatges són creats completament amb aquesta tecnologia.
La pel·lícula va ser estrenada als cinemes el 19 de maig de 1999, setze anys després de l'anterior, El retorn del jedi, del 1983. La seva estrena va ser molt aclamada i va rebre una gran cobertura tant pel que fa als mitjans de comunicació com pel gran nombre de fans que l'havien esperat durant tots aquests anys.
És l'única pel·lícula de la saga que no ha estat doblada al català.

## Argument
| «                   | Fa molt de temps en una galàxia molt, molt llunyana […] La República Galàctica està sumida en el caos. Els imposts de les rutes comercials als sistemes estel·lars exteriors estan en disputa. […] Esperant resoldre l'assumpte amb un bloqueig de poderoses naus de guerra, la cobdiciosa Federació de Comerç ha detingut tots els enviaments al petit planeta de Naboo. […] Mentre el congrés de la República debat interminablement aquesta alarmant cadena d'esdeveniments, el canceller suprem ha enviat en secret a dos cavallers jedi, guardians de la pau i la justícia en la galàxia, per resoldre el conflicte... | » |
| — Text introductori | |   |

La Federació de Comerç ha imposat nous i elevats imposts sobre les rutes comercials a la galàxia i, en resistir-s'hi els habitants del planeta Naboo, s'ha iniciat un bloqueig comercial que amenaça de convertir-se en ocupació militar. El canceller suprem de la República Galàctica, Valorum, envia a dos ambaixadors jedi al centre de la Federació on el virrei Nate Gunray (líder de la Federació) els espera. En arribar, l'androide TC-14, que els dona la benvinguda, comunica a Gunray que, segons sembla, els ambaixadors són cavallers jedi anomenats Qui-Gon Jinn i Obi-Wan Kenobi, el seu padawan. Gunray es posa molt nerviós perquè sap que el seu bloqueig acabarà quan els jedis els ho exigeixin, però es posa en contacte amb un lord sith, Darth Sidious, que els diu que el que han de fer és acabar amb els jedis.
Gunray ataca amb gas tòxic el recinte on estaven Qui-Gon i Obi-Wan, que es troben amb un grup d'androides de batalla. Els jedis els vencen fàcilment utilitzant les seves espases de llum. Quan escapen, arriben a un bosc del planeta Naboo que és assetjat pels androides de la Federació. Qui-Gon es troba amb un gungà anomenat Jar Jar Binks, qui els guia a ell i a Obi-Wan cap a la seva ciutat oculta, Otoh Gungan. Allà es reuneixen amb el seu líder, Nass, qui els concedeix una nau per dirigir-se en rescat de la reina Padmé Amidala de Naboo; Jar Jar Binks els acompanya com a guia. En arribar a la ciutat alliberen la seva sobirana i el seu grup.
Tots escapen amb la nau de la reina en direcció al planeta Coruscant, però en sortir del planeta són atacats per flotes de la Federació i la nau resulta danyada, per la qual cosa han d'aterrar al planeta Tatooine per reparar-la. Allà es dirigeixen cap a un negoci de recanvis atès per Watto, qui posseeix com a esclau a un nen anomenat Anakin Skywalker. Allà es produeix el primer acostament entre Padmé i Anakin.
En sortir del local es forma una tempesta de sorra, motiu pel qual Anakin ofereix refugi a Qui-Gon, Jar Jar i Padmé a casa seva. Un cop allà, Qui-Gon explica a la mare d'Anakin, Shmi Skywalker, que sent una presència forta de la Força en el nen. Qui-Gon pressent que Anakin podria ser l'elegit de la profecia jedi, qui portaria l'equilibri a la força. Anakin els explica que és expert en un joc d'apostes anomenat podracing, i que estava preparant una nau per participar-hi. Qui-Gon aposta davant Watto que si el nen guanya la carrera, es quedaran amb els recanvis per a la nau i amb la llibertat d'Anakin. Watto accepta, ja que creu que el major rival d'Anakin, Sebulba, el guanyaria.
Ja en la carrera, Anakin té problemes perquè Sebulba havia trencat un element del seu podracing; no obstant això, se les enginya per estabilitzar la nau i finalment guanya la carrera. Després d'un emotiu comiat entre Shmi i Anakin, tots es dirigeixen cap a la nau de la reina per dirigir-se cap Coruscant, capital de la República. Abans d'arribar a la nau, Qui-Gon és sorprès per l'aprenent de lord sith, Darth Maul, i mantenen una petita lluita amb els seus sabres. Finalment, Qui-Gon aconsegueix fugir a la nau.
Un cop a Coruscant, Qui-Gon i Obi-Wan es dirigeixen cap al Consell jedi per proposar l'entrenament d'Anakin, el qual és rebutjat. No obstant això, Qui-Gon decideix donar per acabat l'entrenament d'Obi-Wan per així poder entrenar Anakin ell mateix. Alhora, el senador Palpatine convenç Padmé de votar en contra del canceller suprem Valorum, per no prendre mesures respecte a la presa de Naboo. Ella vota a favor, però quan no aconsegueix el seu objectiu decideix dirigir-se cap Naboo amb els jedis.
A Naboo, Padmé es presenta davant del líder dels gungans i aconsegueix pactar una aliança amb ells en contra de la Federació de Comerç. Els gungans, al comandament de Jar Jar Binks, lluiten contra els androides de la Federació en terra; alhora, Padmé i el seu grup capturen al virrei Gunray. D'altra banda, Obi-Wan i Qui-Gon es troben novament amb Darth Maul, i comencen a lluitar amb ell. En la baralla, Qui-Gon mor en mans de Darth Maul, qui és vençut després per Obi-Wan. En les seves últimes paraules, Qui-Gon li demana a Obi-Wan que entreni Anakin.
Finalment, la nau de la Federació que controlava els androides a Naboo és destruïda per Anakin amb ajuda d'una nau espacial. El senador Palpatine és elegit com el nou canceller suprem de la República, i la reina Amidala estableix la pau amb els gungans.

## Repartiment
- Liam Neeson com a Qui-Gon Jinn: mestre jedi i mentor d'Obi-Wan Kenobi. Quan descobreix Anakin, insta a entrenar-lo per ser un jedi tot i tenir el consell en contra. En un principi, Lucas havia pensat en un actor americà per aquest paper, però en el càsting va canviar d'opinió en veure que Neeson tenia grans habilitats i presència, i el descrigué com "l'actor principal, el qual els altres actors van poder veure que tenia les qualitats que requeria el personatge".[3]
- Ewan McGregor com a Obi-Wan Kenobi: padawan sota les ordres de Qui-Gon. Té al seu mestre en una alta estima tot i qüestionar-lo a vegades pels seus mètodes. McGregor va ser escollit entre un total de cinquanta actors; tots ells van ser comparats amb imatges d'Alec Guinness de jove, que havia interpretat Obi-Wan en la trilogia original.[4] McGregor va tenir un entrenador vocal personal per aconseguir assimilar la seva veu a la de Guinness i va estudiar el seu comportament a l'hora d'actuar, tant en les seves primeres pel·lícules com a les de Star Wars.[3]
- Natalie Portman com a Reina Padmé Amidala: la jove reina del planeta Naboo de 14 anys, Amidala, espera protegir el seu planeta del setge al qual està sotmès per part de la Federació de Comerç. Prop de 200 actrius van fer una audició pel paper;[5] les notes de producció indiquen que "el paper requeria una jove que podria ser creïble com el governant d'aquest planeta però, al mateix temps, vulnerable i oberta". Portman va ser escollida especialment pels seus papers a Léon: The Professional (1994) i Beautiful Girls (1996), els quals van impressionar a Lucas.[3] Ell digué: "buscava alguna actriu que fos jove, forta, en la línia de Leia; Natalie encarna tots aquests trets i més".[3] L'actriu no estava familiaritzada amb La guerra de les galàxies abans del càsting,[3] però estava molt entusiasmada per interpretar la reina de Naboo, un personatge que veié com un model a seguir: "va ser meravellós poder interpretar una jove reina amb tant poder. Crec que és bo per les dones joves veure a una dona forta i d'acció que també és intel·ligent i una líder".[6]
- Jake Lloyd com a Anakin Skywalker: noi de 9 anys amb grans habilitats de pilot que somia en convertir-se en mestre jedi. Centenars d'actors van fer la prova pel paper abans els productors es decidissin per Lloyd.[3] Lucas va considerar que Lloyd tenia tots els requisits necessaris: "un bon actor, entusiasta i molt energètic". El productor Rick McCallum va afegir-hi: "intel·ligent, entremaliat i li encanta la mecànica, igual que l'Anakin."[7]
- Ian McDiarmid com a Palpatine/Darth Sidious: senador de Naboo, qui eventualment és elegit canceller de la República. McDiarmid va ser sorprès per Lucas quan 16 anys més tard de l'estrena d'El retorn del jedi li va demanar que tornés a interpretar Palpatine.[8]
- Ahmed Best com a Jar Jar Binks: és un gungan maldestre, exiliat pel seu poble però acollit per Qui-Gon i Obi-Wan. Els acompanya al llarg de la pel·lícula. Best va ser contractat per fer exhibicions sobre la tecnologia amb la qual donava vida al seu personatge a San Francisco;[7] en un principi només anava a proporcionar el moviment de la captura, però després va oferir també la veu del personatge. Durant el rodatge anava amb un vestit d'escuma i làtex amb un casc elevat perquè els actors tinguessin un punt de referència d'on es trobava la seva cara.[9] Els moviments de Best eren sovint improvisats, ja que Jar Jar és un personatge còmic i maldestre.[7]
- Pernilla August com a Shmi Skywalker: és la mare d'Anakin. Tot i estar preocupada pel futur del seu fill, el deixa partir de casa perquè es converteixi en mestre jedi. August era una actriu sueca veterana que va ser escollida en una audició tot i estar preocupada perquè creia que no l'agafarien pel seu accent.[9]
- Ray Park com a Darth Maul: aprenent sith de Darth Sidious que usa un sabre de llum amb dues fulles. Park és un expert en arts marcials, gimnàstica i en la lluita en espases. En un principi havia de ser membre d'un grup d'especialistes,[7] però el coordinador d'especialistes Nil Gillard va filmar Park per mostrar com s'imaginava la lluita d'espases. Lucas i McCallum van quedar impressionats en veure Park en acció i van decidir donar-li el paper de Maul. La seva veu va ser considerada massa estrident i per això va ser doblat per Peter Serafinowicz.[9]
- Anthony Daniels posa veu a C-3PO: androide de protocol construït per Anakin, durant la pel·lícula encara no té una carcassa de metall. R2-D2 quan el coneix diu que està "despullat". Un titellaire vestit amb el mateix color que el fons dona vida al personatge, de similar forma que els titelles del teatre japonès bunraku. El vestit va ser esborrat durant la postproducció i després Daniels s'encarregà de donar-li veu.[7][10]
- Kenny Baker com a R2-D2: androide astromecànic, salva la reina Amidala de la fugida de Naboo. Abans de començar la producció de la pel·lícula, els fans van demanar via Internet que Baker tornés a fer el paper del robot, i Lucas va respondre que així seria. Baker va interpretar aquelles escenes on R2 es doblegava cap endavant, cap endarrere i trontollava cap a les bandes. Les altres escenes més complexes foren fetes per ordinador.[11]
- Silas Carson com a Nute Gunray: virrei de la Federació de Comerç i líder que dirigeix l'atac a Naboo i tracta de forçar la reina Amidala a signar un tractat de legitimar l'ocupació. Carson també va interpretar tres personatges secundaris: el mestre jedi Ki-Adi-Mundi, el senador Lott Dod i un pilot malferit (personatge pel qual va fer l'audició original).[12] Carson va obtenir el paper perquè l'anterior actor es va sentir incòmode en els vestits usats pels personatges de la Federació de Comerç: estaven calents, exercien una gran pressió sobre el portador i es tardava prop de 15 minuts en posar-se'ls. L'accent tailandès utilitzat pel personatge va ser elegit després que Lucas i McCallum escoltessin diversos idiomes per escollir-los com a parla dels neimodians.[13]
- Andy Secombe posa veu a Watto: drapaire de Tattoine que té com a esclaus Anakin i la seva mare. El seu disseny surt de la fusió de diverses idees rebutjades.[14]
- Hugh Quarshie com capità Panaka: cap de seguretat de la reina Amidala. Quarshie va acceptar el paper perquè considerava que era "un bon pas en la meva carrera" i la producció semblava divertida.[15]
- Lewis MacLeod posa veu a Sebulba: un agressiu podracer i rival d'Anakin a la carrera. El disseny de Sebulba va ser descrit per Lucas com "una aranya creuada amb un orangutan creuat amb un os peresós",[16] amb una cara de camell i la roba inspirada en l'armadura medieval.[17]
- Frank Oz posa veu a Yoda: antic líder del consell jedi. Yoda va ser majorment representat com un titella dissenyat per Nick Dudman, basat en el disseny original de Stuart Freeborn, del qual Oz en controlava la boca; les altres parts eren controlades pels titellaires, que utilitzaven comandaments a distància.[9] Lucas va contractar a Oz després que acabés la seva última pel·lícula, In & Out.[18] Lucas va declarar que la seva intenció original era que Yoda fos generat per ordinador en totes les escenes, però els intents no van funcionar prou bé. Finalment, en les versions per a Blu-ray i 3D es va usar una tècnica similar a la de les altres preqüeles.[19]
- Samuel L. Jackson com a Mace Windu: membre del consell jedi i un dels que s'oposa a l'entrenament d'Anakin. Després que Jackson expressés el seu interès a sortir en La guerra de les galàxies, el director de càstig Robin Gurland li va donar el paper de Windu.[7]
- Terence Stamp com a canceller sumprem Finis Valorum: el que envia a Obi-Wan i Qui-Gon a negociar amb el virrei de la Federació de Comerç al començament de la pel·lícula. Lucas el descriu com un "bon home però és assetjat, una mica així com Bill Clinton".[20]
- Brian Blessed posa veu a Boss Nass: el líder de la tribu gungan que s'alia amb els naboo i derrota la Federació de Comerç. Blessed en un principi va fer l'audició per a Sio Bibble, el governador de Naboo,[21] pel qual va ser considerat "massa fort".[22] La directora de càsting Robin Gurland se li va acostar per Nass, ja que era un personatge "més gran que la vida" amb "una espècie de valentia".[23] Blessed va descriure Nass com un "heroi poc inclinat a ser-ho"[22] i un paper divertit d'interpretar.[24]
- Greg Proops i Scott Capurro posen veu a Fode i Beed, els dos locutors de la carrera de baines. Els actors van ser filmats usant maquillatge i granotes blaves i els seus caps es van unir en un cos generat per ordinador. A l'equip d'efectes visuals no li agradaven els resultats originals i van acabar l'elaboració de Fode i Beed completament per ordinador.[25]

## Producció

### Antecedents i guió
Durant el procés de redacció de la de pel·lícula original de Star Wars, George Lucas, es va adonar que la història que havia escrit era massa llarga per ficar-la dins d'una sola pel·lícula i, per tant, estava destinada a ser la introducció d'una àmplia saga que fins i tot podria tenir preqüeles si aquesta tenia èxit. La pel·lícula original va ser finalment desenvolupada com a la primera de la sèrie però essent en realitat una que pertanyia a la segona trilogia de la saga. En el moment del tercer projecte, Lucas havia negociat un contracte que li donava dret a fer dues seqüeles. També en aquell moment va desenvolupar una història de fons bastant elaborada per ajudar al seu procés d'escriptura. Mentre escrivia la primera seqüela, L'Imperi contraataca, Lucas va considerar diferents direccions a prendre per la història, entre les quals l'aparició del vilà Darth Vader com a pare de l'heroi Luke Skywalker i el desenvolupament d'una història de fons on s'explica que va ser un gran mestre jedi anomenat Anakin Skywalker, un guerrer amb un gran poder que es va veure arrossegat al costat fosc de la força. Amb aquesta nova història de fons, Lucas va decidir fer una nova trilogia, canviant el nom d'Episodi II a Episodi V. Al final de la trilogia, en les últimes escenes d'El retorn del jedi, Vader es transforma en un personatge tràgic i redimit; no obstant, Lucas va dir que estava "cremat" i es volia prendre un descans.
Després de perdre gran part de la seva fortuna en l'acord de divorci del 1987, George Lucas no tenia cap desig de tornar a Star Wars i va cancel·lar la trilogia-seqüela no oficial en l'estrena d'El retorn del jedi. Tanmateix, com que Lucas ja tenia desenvolupada la major part de la història, la idea de realitzar les preqüeles el continuava fascinant. A principis de la dècada de 1990, Star Wars va tornar a ser popular arran de la línia de còmics Dark Horse Comics i la trilogia Thrawn de Timothy Zahn. En veure que encara hi havia una gran audiència per a la seva idea d'una trilogia, i amb l'explosió de la tecnologia CGI, George Lucas va considerar tornar a dirigir la saga. El 1993 es va anunciar a la revista Variety, entre d'altres, que es realitzarien les preqüeles. Va començar a esbossar la història on Anakin Skywalker passaria a ser el protagonista de la història en lloc d'Obi-Wan Kenobi i que tractaria tràgicament els orígens de Darth Vader. Aquest va ser l'últim pas que va convertir la franquícia en una saga.
George Lucas va començar a escriure el guió de la trilogia preqüela l'1 de novembre de 1994. Va ser una adaptació del guió de 15 pàgines que va escriure el mateix Lucas el 1976. El primer esquema va ser dissenyat originalment per ajudar Lucas a enregistrar les històries de fons de caràcter i quins esdeveniments havien tingut lloc abans de la trilogia original. En una primera instància, Anakin tenia dotze anys, però ho va reduir a nou perquè creia que era massa gran per començar el seu aprenentatge i separar-se de la seva mare. També va reescriure el final de la pel·lícula pel que fa a la participació d'Anakin en la batalla final, aprenent a fer servir la nau estel·lar amb l'ajuda d'R2D2; d'aquesta manera, l'escena seria molt més creïble. Si bé el títol havia de ser The Beginning (El principi), Lucas va revelar més tard que seria The Phantom Menace (L'amenaça fantasma), en referència a Palpatine, el qual oculta la seva veritable identitat com un malvat lord sith darrere de la façana d'un funcionari benintencionat.
La història acaba amb cinc històries que transcorren simultàniament. La principal és que Palpatine es converteix en canceller, el qual condueix un atac de la Federació de Comerç a Naboo, els jedis són enviats allà i Anakin comença el seu llarg camí que l'acabarà portant al costat fosc de la força. Igual que en la trilogia original, Lucas va desenvolupar a The Phantom Menace una sèrie de temes a través de la narrativa. La dualitat és freqüent, amb Amidala que una reina que es fa passar per criada, Palpatine que juga en els dos papers de la guerra i Obi-Wan que està en contra d'algunes ensenyances de Qui-Gon com, per exemple, entrenar Anakin; al final és ell mateix qui l'acaba entrenant. L'equilibri també és freqüent, Anakin és suposadament escollit per portar l'equilibri a la força i els personatges que han d'influir-lo d'alguna manera o altre. Com va dir Lucas: "Anakin necessita una mare, Obi-Wan un mestre, Darth Sidious un aprenent, sense tots aquests elements no hi hauria drama".

### Preproducció i disseny
Abans fins i tot que Lucas comencés amb el guió, el seu soci de producció Rick McCallum ja havia realitzat els seus propis preparatius per la pel·lícula. McCallum digué que la seva experiència a The Young Indiana Jones Chronicles el va ajudar a prendre moltes decisions amb The Phantom Menace, com acords a llarg termini amb els actors i els platós, que donen feina als recents graduats sense experiència en el cinema, i la creació de conjunts i paisatges a través de la tecnologia digital. L'abril de 1994, McCallum va començar a buscar els artistes sobre l'art, l'arquitectura i el disseny de les escoles, i a l'estiu s'inicià la recerca de localitzacions, juntament amb el dissenyador de producció Gavin Bocquet. El director d'art d'Industrial Light & Magic Doug Chiang va ser contractat per ser el director de disseny.
Dins dels tres o quatre primers mesos que Lucas es va dedicar al guió, Chiang i el seu equip de disseny van començar un procés de dos anys de revisions dels milers de dissenys de la pel·lícula. Ching va dir a Lucas que pretenia que L'episodi I fos estilísticament diferent de la producció de les altres pel·lícules de la saga, que és "més ric i més com una pel·lícula d'època, ja que era la història que va conduir a Una nova esperança." Els tres planetes on la història cobra vida - alguns d'ells amb ambients variats, com les ciutats dels humans i dels gungans de Naboo i tres edificis diferents de Coruscant - se'ls donaria un aspecte distintiu, amb una mica de base en el món real amb excepció de la ciutat gungan, la qual tenia una inspiració visual al modernisme. Els dibuixos conceptuals de Ralph McQuarrie de la trilogia original van servir de base per a Mos Espa - que també va treure de vells hotels i edificis de Tunísia, i tenia detalls com un mercat diferenciat a d'Una nova esperança, Mos Eisley - i Coruscant, en particular el disseny d'una metròpolis que acabaria sent la base del senat. Bocquet més tard va aprofundir en el treball de l'equip d'en Chiang i el disseny dels interiors, la traducció dels conceptes en els plànols de construcció amb entorns i estils arquitectònics que tenien alguna base en la realitat "per donar al públic una mica de la clau del film".
El disseny de les criatures va anar a mans de l'artista Terryl Whitlatch. Molts dels aliens van sorgir d'hibridar diferents animals reals. També va dissenyar esquelets detallats dels personatges principals i els músculs facials de Jar Jar Binks com a referència per als animadors de l'ILM. Cada criatura reflecteix el seu entorn, a Naboo són més boniques, el planeta és "exuberant i més respectuosa amb els animals", a Tatooine hi ha criatures d'aspecte rude "amb l'adob de pell adobada per protegir-los de les inclemències dures del desert" i a Coruscant apareixen alienígenes d'aspecte humà més bípedes.

Qui-Gon Jinn i Obi-Wan Kenobi lluitant contra Darth Maul. Lucas buscava que les lluites d'espases de llum fossin molt més ràpides i interessants que en la trilogia original.

El coordinador d'especialistes Nick Gillard va ser contractat per crear un nou estil de lluita jedi que es diferenciés de la trilogia original. Gillard va comparar les batalles amb espases de llum amb una partida d'escacs on "cada moviment és un escac". Com usen armes de curt abast, Gillard va teoritzar que els jedis han hagut de desenvolupar un estil de lluita que combinés tots els estils d'esgrima, com ara el kendo i altres estils de kenjutsu, amb altres tècniques de balanceig, com en el tennis i l'ús de la destral. Mentre entrenava a Liam Neeson i Ewan McGregor, Gillard escrivia una seqüència de lluita d'uns 60 segons de durada, la qual seria cinc o sis seqüències. Lucas més tard es va referir als jedis com "negociadors", en comptes de soldats amb un gran nombre de víctimes. La preferència al combat cos a cos tenia la intenció de donar un paper més espiritual i intel·lectual als jedis. Com Gillard pensava que els salts acrobàtics no semblaven realistes amb els actors i els especialistes penjats dels cables, es van usar impulsors d'aire en el seu lloc.
Lucas també va decidir fer vestits elaborats, ja que la societat era més sofisticada que la que sortia en la trilogia original. La dissenyadora Trisha Biggar i el seu equip van crear més de mil vestits, amb la inspiració de diferents cultures de totes les galàxies. Biggar va treballar estretament amb el concepte del dissenyador Iain McCaig, va crear una paleta de colors pels habitants de cada món, mentre Tatooine seguia amb la idea d'Una nova esperança amb colors sorra blanquejats pel sol, Coruscant tenia grisos, marrons i negres, i Naboo tenia verd i or pels éssers humans, mentre que els gungans portaven "un aspecte corretjós, com la seva pell". Els vestits jedi seguien el patró original. Lucas digué que ell i Biggar mirarien l'art conceptual per treballar en "traduir tots aquests dissenys en el drap, la tela i els materials que realment funcionen, feina que no sembla fàcil". Biggar també va consultar a Gillard alhora de buscar formes en què els vestits s'adaptessin a les escenes d'acció, i el departament de criatures per "no fer servir en excés" en les pells exòtiques. Un departament de vestuari enorme es va fixar en Leavesden Film Studios per crear des de zero més de 250 vestits dels actors principals i 5.000 pels personatges de fons.

### Rodatge

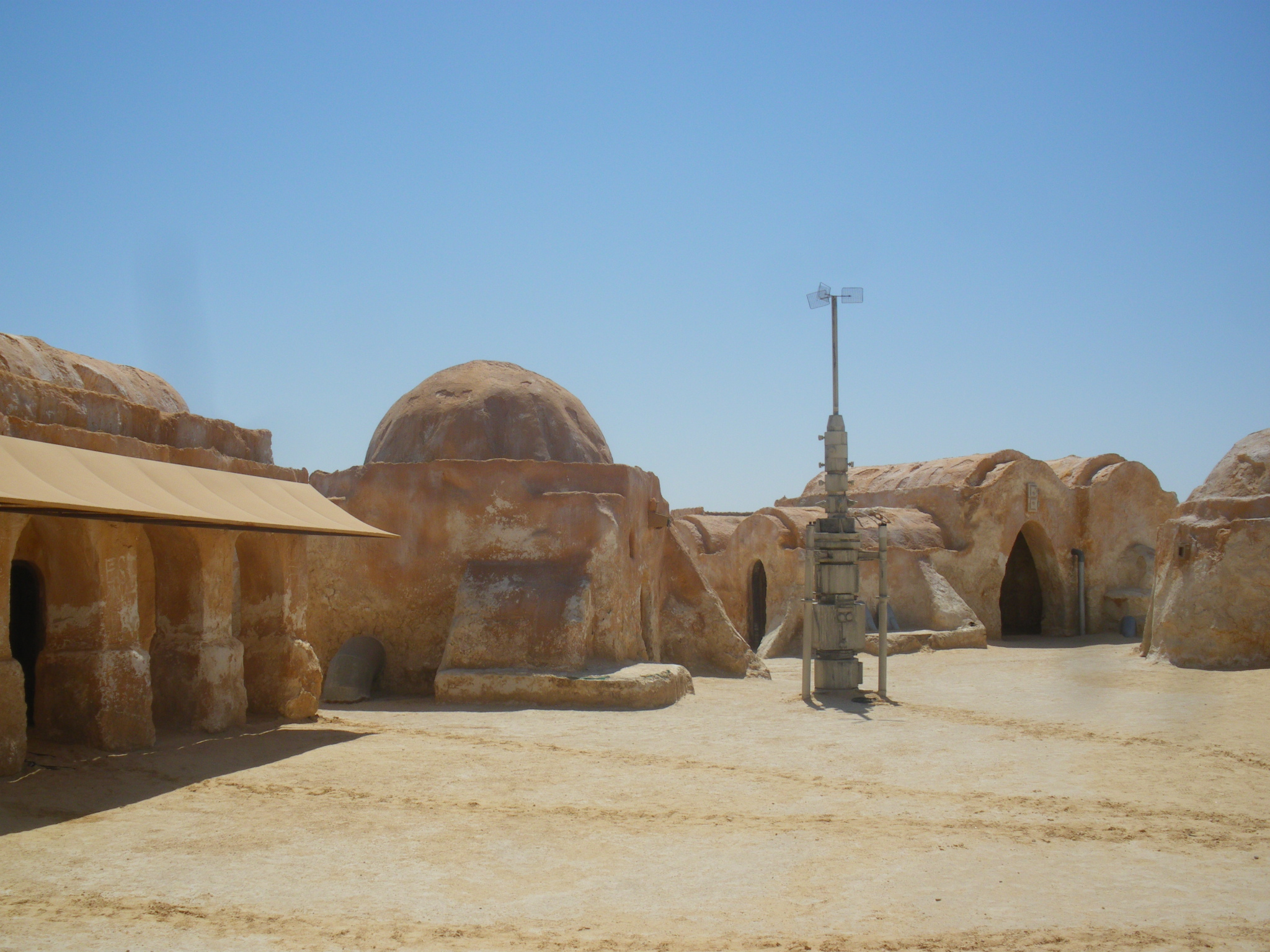
Restes de Mos Espa al desert tunisià.

El rodatge va començar el 26 de juny de 1997 i va acabar el 30 de setembre d'aquell mateix any. Va tenir lloc principalment als estudis Leavesden Film a Anglaterra. També es va rodar en un altre estudi britànic utilitzat per a la trilogia original, Elstree; i el parc Cassiobury, a Watford, per les escenes del bosc en Naboo. Van ser rodats pick-ups entre l'agost de 1998 i el febrer de 1999, després que Lucas projectés un primer tall de la pel·lícula als amics i col·legues el maig de 1998. La major part de l'acció i les acrobàcies van ser filmades per la segona unitat de Roger Christian, qui va treballar al llarg de la unitat principal a causa de l'alt nombre de preses per completar cada dia.
El desert de Tunísia va ser usat un cop més per les escenes de Tatooine, amb Mos Espa construït als afores de Tozeur. Durant la tercera nit de rodatge a Tozeur, una tempesta de sorra inesperada va destruir molts escenaris i accessoris. Amb una ràpida reprogramació, la producció va ser capaç de sortir de Tunísia al dia exacte previst. Es va duplicar el Palau Reial de Caserta per rodar l'interior del Palau de Naboo. Les escenes amb explosions van ser construïdes en conjunts de rèpliques en Leavesden.
Una carpeta amb storyboards de la pel·lícula va servir de referència pel que seria la gravació de l'acció en viu, aquestes escenes van ser rodades amb croma, posteriorment s'aplicaria l'ordinador. L'ús extensiu del croma va ser emprat per a les extensions digitals, fons o paisatges. David Tattersall, director de fotografia, deia que s'havia de cercar llums més potents per il·luminar els decorats, i el supervisor d'efectes visuals John Knoll va desenvolupar un programari que elimina el reflex blau del terra brillant. Knoll, que va estar en el set durant la major part de la producció, va treballar en estreta col·laboració amb Tatterstall per assegurar-se que les escenes eren adequades per afegir els efectes visuals més tard. Les càmeres van ser manipulades amb la captura de dades models per proporcionar les dades tècniques dels artistes CG.
The Phantom Menace va ser l'última pel·lícula de la saga que es va rodar en 35 mm. Algunes escenes, sobretot les d'elements filmats per l'equip d'efectes especials, van ser gravades en alta definició per les cintes de vídeo per provar si podia suportar l'enregistrament digital. Lucas i McCallum van considerar que era el següent pas lògic donada la quantitat de digitalització - un procés costós en comparació amb la gravació directament en digital - per a la composició dels efectes generats per ordinador. Totes les pel·lícules futures serien preses amb Sony CineAlta, càmeres de vídeo d'alta definició.
L'edició va durar dos anys i va ser realitzada tant per Paul Martin Smith, qui va iniciar el procés a Anglaterra i es va centrar en els diàlegs, com per Ben Burtt, responsable de les seqüències d'acció, sota la supervisió de Lucas. Els sistemes d'edició no lineals van tenir un paper important per a la traducció de la visió de Lucas, amb ell constantment ajustant, revisant i reelaborant plans i escenes. La barreja final de so va ser introduïda el març de 1999 i el mes següent la pel·lícula es va completar amb el lliurament dels efectes visuals restants.

### Efectes especials
"Escriure el guió era molt més agradable aquest cop perquè no estava obligat a res. No es pot escriure una d'aquestes pel·lícules sense saber com acabarà. Amb la CGI a la meva disposició, sabia que podia fer el que volgués".
Prop de 1950 preses de The Phantom Menace contenen efectes especials, l'escena inicial on s'allibera el gas on hi ha els dos jedis és l'única de tota la pel·lícula que no té alteracions digitals. La feina era tan gran que es van necessitar tres supervisors d'efectes especials per dividir la feina: John Knoll va supervisar la producció en sèrie, la carrera i les seqüències de batalles espacials; el veterà Dennis Muran era l'encarregat de supervisar les seqüències sota l'aigua i les batalles terrestres mentre que Scott Squires s'encarregava dels efectes de les espases làsers.
Fins a la producció de la pel·lícula, molts efectes especials en la indústria del cinema es van aconseguir mitjançant l'ús de models en miniatura, pintures matte i efectes visuals. Va ser un fet innovador, tot i que en altres pel·lícules ja s'havia fet un ús extens de les imatges generades per ordinador (CGI). Knoll va realitzar 3.500 storyboards, amb Lucas com a acompanyant per explicar-li quins són els factors de rodatge que serien pràctics i els que es crearien a través dels efectes visuals. El resultat va ser barrejar tècniques originals amb les noves tècniques digitals per fer que fos difícil per l'espectador d'endevinar quina és la tècnica que s'estava utilitzant. El nou programari d'ordinador va ser escrit per Knoll i el seu equip d'efectes visuals per crear certs trets de la pel·lícula, entre ells simuladors de roba per a una representació realista. Un altre dels objectius era crear personatges generats per ordinador que poguessin actuar a la perfecció amb els actors d'acció en viu. Durant el rodatge d'escenes amb personatges generats per ordinador, Lucas podria bloquejar els caràcters amb els seus corresponents actors de veu en el set. Els actors de veu es van retirar i els actors d'acció en viu van realitzar la mateixa escena sols. Un personatge CGI més tard es va afegir en el rodatge i va acabar la conversa. Lucas també va usar la CGI per corregir la presència física dels actors en algunes escenes. També van ser utilitzats models pràctics, com podien ser els paisatges en miniatura de fons i els vehicles que tant podien escanejar-se per crear els models digitals o ser filmats per representar les naus espacials i la carrera de beines.
Després d'haver tingut problemes amb els accessoris utilitzats per representar a R2-D2 en les anteriors pel·lícules, Lucas va contractar dues empreses, Industrial Light & Magic (ILM) i el departament d'efectes especials de la producció britànica per crear les seves pròpies versions del robot. Es van crear nous models de R2-D2: un era per a l'actor Kenny Baker, qui havia d'estar dins del robot, set van ser construïts per la ILM i van comptar amb dos motors de cadires de rodes capaços d'empènyer 198 quilograms de pes, l'estudi britànic va produir un novè R2 pneumàtic que va ser capaç de canviar entre dues i tres cames, va ser utilitzat sobretot a Tunísia, ja que el sistema d'accionament del motor de R2 li va permetre conduir sobre sorra.
Mentre que l'intent inicial era crear tants extraterrestres per ordinador com fos possible, donat el seu baix cost, cada cop es tirava més de màscares amb maquillatge i animatrònics. Van ser creats per l'equip d'efectes de criatures Nick Dudman. Aquests van incloure els neimodians i personatges de fons a Mos Espa, el consell jedi i el senat galàctic. L'equip de Dudman va ser advertit que només tindrien sis mesos abans la fotografia principal comencés, així que van haver de sortir corrent de la seva producció. Els vestits dels neimodians, originalment visualitzats com personatges digitals, es van lliurar només un dia abans que es necessitessin en el set. Dudman va viatjar a l'Skywalker Ranch per veure les criatures originals que podrien ser reutilitzades, i llegir el guió de les escenes amb avaries i criatures, va portar només els dissenys més extravagants que es realitza a través del CGI.
Per a la investigació dels vehicles podrace, l'equip d'efectes especials va anar a un dipòsit de ferralla de jets als afores de Phoenix, on van trobar i desmantellar quatre motors de Boeing 747. Rèpliques a escala natural dels motors van ser construïts i enviats a Tunísia per servir de referència per la pel·lícula. A part d'en Jake Lloyd dins d'una cabina de comandament hidràulic, i uns pocs models pràctics de podracer, totes les escenes de la carrera són generades per ordinador. L'equip d'efectes especials va tractar de dissenyar per ser tan "fora d'aquest món" com fos possible.

### Música

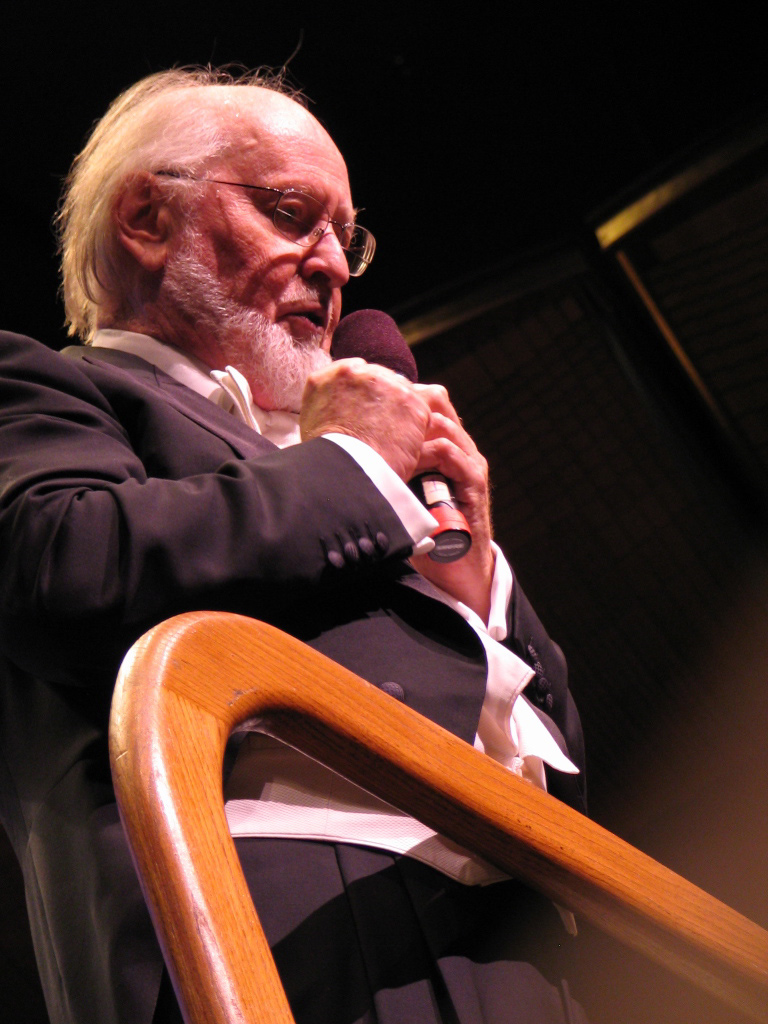
John Williams

Igual que en les entregues anteriors, la banda sonora va ser composta i dirigida per John Williams. Va començar a treballar en la pel·lícula l'octubre de 1998 i va començar a gravar la música amb el London Voices i l'Orquestra Simfònica de Londres a Abbey Road Studios el 10 de febrer de 1999. Williams va decidir utilitzar més instruments electrònics, com sintetitzadors per millorar el so, i més peces corals, per "capturar la màgia i la força mística que una orquestra normal no podria haver estat capaç de proporcionar" i que reflecteixi un ambient diferent, "més misteriós i místic i menys militar" que en la trilogia original. Un dels temes més notables és "Duel of the Fates" (Duel dels destins), que fins i tot va rebre el seu propi videoclip, utilitza un cor per donar-li un toc religiós en la batalla amb espases làsers. Pel tema de l'Anakin, Williams va voler reflectir la innocència de la infantesa i presagiar la seva transformació en Darth Vader posant lleus notes de "The Imperial March" (La marxa imperial) a la melodia.
La banda sonora va ser posada a la venda per Sony Classical Records el 4 de maig de 1999. Aquest àlbum va comptar amb la puntuació reestructurada pel compositor, per tant, no està en l'ordre del cinema i omet molts senyals notables de la pel·lícula a causa de les restriccions d'espai d'un disc compacte. Un dels dos discos de l'"Edició definitiva" va ser posat a la venda el 14 de novembre de 2000. El conjunt compta amb gairebé totes les peces, ja que s'escolta en la pel·lícula, incloses totes les edicions i els bucles que es van fer per la barreja de so.

## Al·lusions històriques i culturals

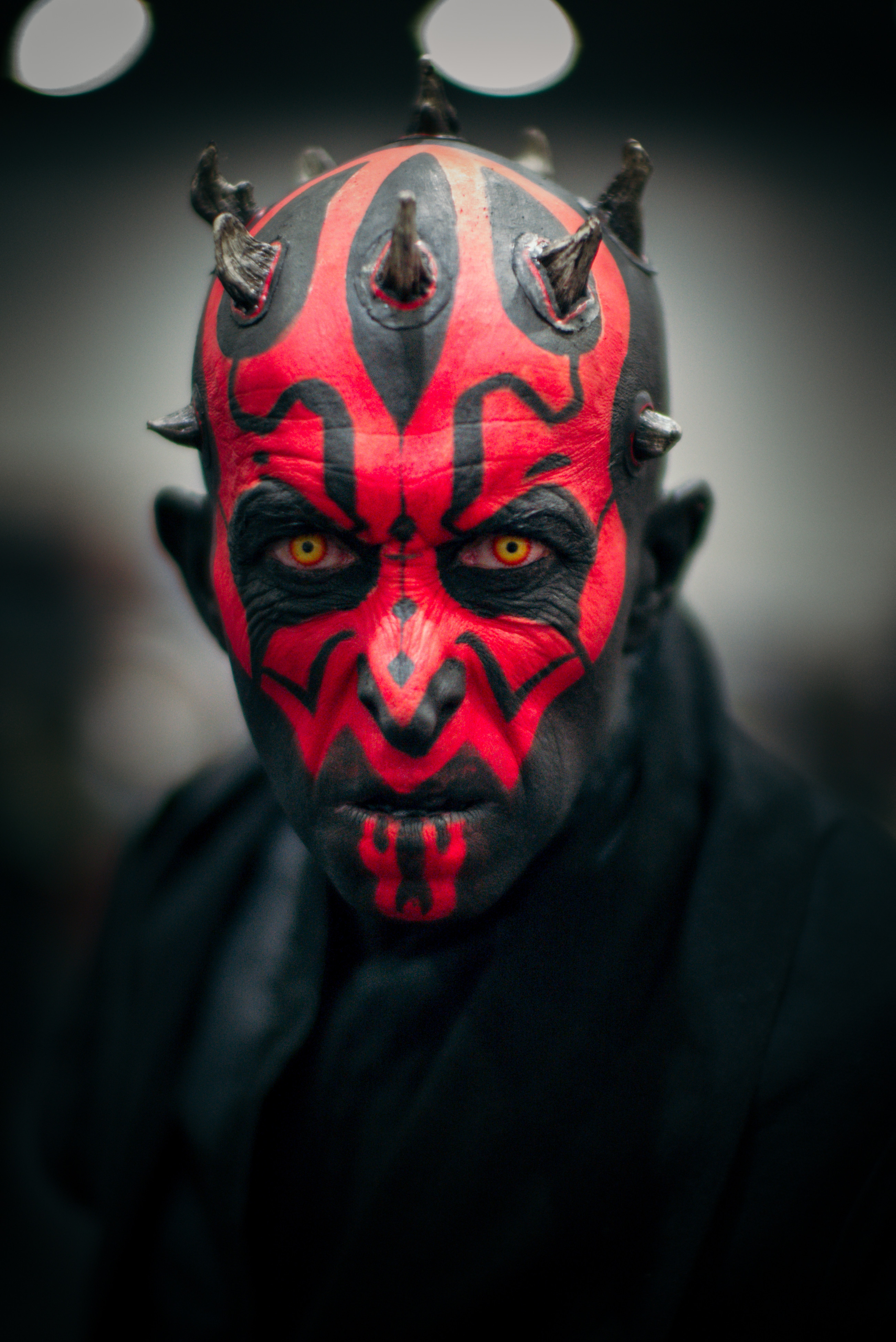
El rostre de Darth Maul es va idear a partir de representacions del diable.

Igual que anteriors pel·lícules de Star Wars, The Phantom Menace fa diverses referències a dos esdeveniments històrics i les pel·lícules de la joventut de George Lucas. Les pel·lícules de Star Wars solen barrejar diversos conceptes seleccionats de diferents mitologies.
La pràctica jedi és com el budisme zen, pel que fa a la meditació i les arts marcials, igual que els antics samurais japonesos. El nom "Qui-Gon" fa referència a qigong, que es refereix a una disciplina xinesa que implica la meditació i el cultiu de la circulació de l'energia vital anomenada txi o qui per a la curació, la salut i el combat. La paraula ch'i (xinès) o ki (japonès) i el terme indi "prana" es refereixen a l'energia del pensament que flueixi a través de tots els éssers vius, des de la font de tot txi (o energia), que és "el camí" o "el tao" en la filosofia xinesa.
Hi ha moltes referències a la mitologia cristiana, com l'aparició de Darth Maul, el disseny es basa en gran manera de les representacions tradicionals del diable cristià, amb la pell vermella i banyes. El cicle de cinema Star Wars compta amb una basant religiosa pel que fa a la narrativa d'Anakin Skywalker, l'"escollit" concebut per una mare verge, que se sent temptat a unir-se als siths. La seva caiguda en desgràcia, a priori, li impedeix complir el seu destí com "l'escollit", portar l'equilibri a la força i acabar amb els siths. La inspiració darrere de la història del "naixement virginal" és un concepte que va desenvolupar Joseph Campbell en el seu treball en The Hero with a Thousand Faces, obra que ja va influenciar en gran part a Lucas quan va escriure la trilogia original de Star Wars.
El cinema japonès també va servir d'inspiració, en concret The Hidden Fortress d'Akira Kurosawa, pel·lícula que ja va servir d'inspiració en la trilogia anterior. Els historiadors del cinema Geoff King i Tanya Krywinska van afirmar: "El disseny de vestuari i el maquillatge... és una barreja de l'estil gòtic i oriental amb un punt molt futurista. El gòtic és més fortament evident en les banyes demoníaques de Darth Maul i el maquillatge vermell i negre que manlleva dels dissenys facials que es troben en les descripcions dels dimonis japonesos". King i Krzywinska també van nota que "el pentinat de Qui-Gon i el del seu d'aprenent Obi-Wan, per ser un padawan, encoratgen encara més aquesta lectura en termes de la tradició samurai". Finalment, "Amidala, d'acord amb la seva condició i caràcter, té una sèrie de vestits molt formals... anar amb els cabells esculpits en un revolt que emmarca el maquillatge d'un elenc japonès."

## Llançament
L'estrena de la primera pel·lícula de la saga va ser 16 anys abans de The Phantom Menace, en mig d'una gran expectació mediàtica. Van ser pocs els estudis que durant el llançament de The Phatom Menace van estrenar les seves pel·lícules, entre ells DreamWorks i Universal Studios amb The Love Letter el 21 de maig i Notting Hill el 28 de maig respectivament. The Love Letter va resultar un fracàs a taquilla, mentre que Notting Hill li va anar bastant bé, seguit de prop l'èxit de The Phantom Menace. Challenger, Gray & Christmas de Chicago, una firma consultora de treball, va estimar que si 2,2 milions de treballadors a temps complet no apareixien a la feina per anar a veure la pel·lícula, el resultat seria una pèrdua de 293 milions de dòlars de productivitat. Segons The Wall Street Journal, molts treballadors van anunciar plans per veure la premiere i moltes empreses van tancar el dia de l'estrena. Es van començar a formar cues a les sortides dels cinemes un mes abans de la venda de les entrades.
Van aparèixer més cues als cinemes quan es va anunciar que aquests no estaven autoritzats a vendre entrades per avançat fins a dues setmanes abans de l'estrena. Això es va fer per por que els amants del cinema fossin incapaços de poder comprar les entrades o obligats a pagar preus més alts. No obstant això, després de les reunions amb l'Associació Nacional de Propietaris de Cinemes, Lucasfilm va acordar permetre la venda d'entrades anticipades el 12 de maig de 1999, a condició que hi hagués un límit de dotze per client. Tot i així, algunes entrades anticipades van ser revenudes a uns preus tals com 100 dòlars cada una. Un cap de la distribució ho va catalogar com "horrible", va afirmar que era exactament el que volien evitar. Daily Variety va informar que els propietaris de les sales van rebre instruccions estrictes de Lucasfilm perquè la pel·lícula només es pogués emetre en l'auditori més gran en les primeres 8-12 setmanes, i es van veure obligats a enviar els seus pagaments a la distribuïdora 20th Century Fox al cap de set dies.
Tot i les preocupacions sobre si la pel·lícula s'acabaria en el temps previst, dues setmanes abans de la seva estrena: Lucasfilm va moure la data de llançament del 21 de maig al 19 del mateix mes. A la convenció ShoWest, Lucas va dir que el canvi era donar als fans un "avantatge" que els ha permès veure-la a mitjans de setmana i permetre a les famílies l'oportunitat de veure-la el cap de setmana. Es va anticipar la seva futura conversió a la cinematografia digital i va declarar que la pel·lícula anava a ser posada en llibertat en quatre projectors digitals el 18 juny 1999. Onze estrenes per la caritat es van organitzar als Estats Units el 16 de maig de 1999. Els ingressos de l'esdeveniment de Los Angeles van ser donats a l'Elizabeth Glaser Pediatric AIDS Foundation amb paquets corporatius per valor de 5000 - 25.000 dòlars. Altres estrenes de caritat inclouen l'estrena de Dallas pel Children's Medical Center, a Nova York per l'Aubrey Fund for Pediatric Cancer Research del Memorial Sloan–Kettering Cancer Center, Filadèlfia a la Big Brothers Big Sisters of America i Washington D.C. a la Children's National Medical Center. Una declaració va dir que les entrades es van vendre a 500 dòlars cada una i que algunes seccions es van reservar per als nens desfavorits.

### Promoció
Lucasfilm es va gastar 20 milions de dòlars en la campanya publicitària de la pel·lícula. La companyia va fer acords de llicència per a la promoció d'Hasbro, Lego, Tricon Global Restaurants i PepsiCo. Lucasfilm també va ajudar al club de fans de Star Wars a organitzar un esdeveniment especial, Star Wars Celebration, que va tenir lloc a Denver, Colorado el 30 d'abril i el 2 de maig de 1999.
L'anunci va ser preestrenat als cinemes a l'estrena d’A Bug's Life el 17 de novembre de 1998, fins i tot hi va haver informes que deien que la gent estava pagant l'entrada completa als cinemes només per veure el tràiler. Un segon tràiler va ser llançat el 12 de març de 1999 en la pel·lícula Wing Commander. Un cop més, molts aficionats van pagar l'entrada només per veure el nou tràiler. Una versió piratejada de la vista prèvia es va filtrar a Internet el mateix dia i va ser llançat el matí següent en el lloc web oficial de la pel·lícula, el servidor va quedar paralitzat poc després. El tràiler va causar una notable exageració dels mitjans, ja que no només es va estrenar als cinemes, va ser projectat en la Convenció ShoWest a Las Vegas i va ser transmès en Entertainment Tonight i Acces Hollywood.
El cartell publicitari d'Anakin amb la seva ombra de Darth Vader va ser llançat el 10 de novembre de 1998. Després, Lucas va optar per un cartell que fos un dibuix. Drew Struzan, l'artista responsable dels cartells de l'edició especial, va ser l'encarregat d'il·lustrar-lo, el cartell es va donar a conèixer l'11 de març de 1999. Lucasfilm dictava que, contractualment, la il·lustració de Struzan era l'únic art que els distribuïdors estrangers podrien usar, i tret del text, no podia ser modificat de cap manera.
Moltes adaptacions van ser posades en llibertat, com; un videojoc de LucasArts per a PlayStation i PC, una màquina de pinball de Williams, una adaptació per a còmic de quatre parts de Dark Horse Comics i una petita novel·lització per Scholastic. La novel·la oficial de la pel·lícula va ser escrita per Terry Brooks, qui es va reunir amb Lucas abans d'escriure el llibre i va rebre la seva aprovació i orientació, incloent-hi la informació sobre els esdeveniments que s'acosten en les dues entregues de la sèrie. Brooks també va escriure tres capítols de material inèdit.
Per la reedició en 3D del 2012, General Mills i Nestlé van ser socis en la promoció per a Amèrica del Nord, la qual va ser bastant limitada. Es va fer una promoció més extensa al Japó, amb: 7-Eleven, Domino Pizza, Pepsi i Gari Gari-Kun. Kellogg's ha promogut la pel·lícula internacionalment i el restaurant francès va llançar Quick van realitzar les hamburgueses especials de Star Wars.

### Edició domèstica

Comparació entre la marioneta d'en Yoda, present en l'estrena als cinemes i l'edició en DVD i en Yoda per ordinador, present en la versió Blu-ray i 3D.

La pel·lícula va ser estrenada a tot el món en VHS entre el 3 i 8 d'abril de 2000. A Amèrica del Nord que va sortir el 4 d'abril, estava en dos formats diferents, estàndard i pan and scan, a part de les edicions estàndard i col·leccionista per a pantalla ampla. En els seus dos primers dies de disponibilitat, la versió regular va vendre 4,5 milions de còpies i l'edició limitada 500.000. Més tard, va esdevenir la primera pel·lícula de Star Wars en estrenar-se oficialment en DVD, el 16 d'octubre de 2001. La versió en DVD de la pel·lícula tenia certes escenes i altres elements editats i afegits per George Lucas, el qual és una mica diferent de la seva estrena en cinemes però mantenint una trama idèntica. Entre les característiques especials són set les escenes eliminades específicament per al DVD, un extra amb els comentaris de Lucas i el productor Rick McCallum i una sèrie de documentals, que inclou el de llarga durada titulat "The Beginning: Making Episodi I". The Phantom Menace va esdevenir el DVD més venut mai als EUA, amb 2,2 milions de còpies venudes en la seva primera setmana després de l'alliberament. La versió en DVD va ser rellançada en una caixa trilogia preqüela el 4 de novembre de 2008. Una versió LaserDisc també va ser llançada el Japó, diversos mesos abans que estigués disponible en DVD als EUA. Les pel·lícules de Star Wars van ser alliberades en Blu-ray el 16 de setembre de 2011 en tres edicions diferents.

### Reestrena en 3D

Pòster de la pel·lícula en format 3D.

El 28 de setembre de 2010, es va anunciar que les sis pel·lícules de la sèrie es reestrenarien en format 3D. Se suposava que anaven a ser alliberades per ordre cronològic, començant amb The Phantom Menace, que va ser llançada en 3D als cinemes al febrer de 2012. La conversió va ser supervisada per Industrial Light & Magic i produïda per Prime Focus. Les reestrenes en 3D L'atac dels clons i La venjança dels sith es van ajornar després que J.J. Abrams fos elegit com a director de Star Wars: Episode VII.
George Lucas va aclarir que la conversió a 3D era "només una conversió" de l'alliberament del Blu-ray de la pel·lícula del 2011 i no es van fer canvis addicionals. L'únic canvi confirmat és la vareta magnètica de l'Anakin durant l'escena de la carrera de beines on es va aguditzar la punta per ajustar amb més precisió la fotografia 2D a la nova imatge 3D.

## Recepció

### Crítica
En el moment de l'estrena, The Phantom Menace va rebre crítiques tant positives com negatives. En la reestrena en 3D del març de 2012, la pel·lícula va obtenir una qualificació mitjana de 5.8/10 a Rotten Tomatoes, basat en 186 crítiques. També va rebre una qualificació de 51/100 a Metacritic basat en 36 crítiques. En tots dos llocs, és la pel·lícula amb una puntuació més baixa de tota la saga. Molts aspectes del guió van ser criticats, especialment el personatge Jar Jar Binks, que va ser considerat per molts membres de la comunitat de fans més com un toyetic, merament una oportunitat de comercialització en lloc d'un caràcter greu en la pel·lícula. Kenneth Turan de Los Angeles Times va descriure Binks com "una gran pífia, un personatge còmic d'alleujament que, francament, no és graciós." George Lucas va criticar els mitjans de comunicació nord-americans per l'ús de les opinions de seguidors a través d'Internet com una font fiable per les seves notícies. El 2002, amb l'estrena de L'atac dels clons, Ewan McGregor va dir que, en retrospectiva, The Phantom Menace li faltava una mica d'"humor i color" de les pròximes preqüeles. Va sentir com a resultat de portar el pes de la creació de tota la saga, que semblava "una espècie de pis". Un crític va assenyalar que, "potser l'absoluta llibertat creativa del director George Lucas va gaudir durant el somni fins a l'alleujament còmic de la pel·lícula - sense els executius d'estudi i no gaires actors independents implicats-. És un camí cap al costat fosc".
Per contra, Roger Ebert del Chicago Sun Times, li va donar tres estrelles i mitja de quatre, la va qualificar d'"un èxit sorprenent en la cinematografia imaginativa", i va afirmar que "Lucas ens explica una bona història". Ebert també va comentar que estava perfectament bé, els personatges són una mica menys convincent, ja que només s'estan introduint, i hipotèticament suplicant als cineastes a "dona'm les ciutats sota l'aigua transparent i vastes esferes buides senatorials qualsevol dia". Owen Gleiberman d'Entertainment Weekly va donar a la pel·lícula una qualificació de B i va elogiar l'actuació de Liam Neeson i les escenes d'acció. Marc Bernardin va donar a la pel·lícula un C-, que va qualificar de "ventura traçada, horriblement escrita i juvenil".
Susan Wloszczyna del USA Today pensa que la pel·lícula està molt bé, va lloar als personatges de Darth Maul i Watto. David Corneli d'efilmcritic.com va comentar que els millors moments de la pel·lícula "no es limiten a equilibrar els més febles, aquests enderroquen els forts". Colin Kennedy de la revista Empire, va dir que tot i els problemes amb el ritme i l'escriptura "encara hi ha molt plaer per ser vist pels nostres guies jedi en tota regla en acció", va lloar els efectes visuals i de rendiment de Liam Neeson, i tenint en compte el duel entre Darth Maul i els jedis "la millor batalla d'espases de llum de la saga".
The Phantom Menace va entrar en el rànquing de la revista Empire "Les 500 millors pel·lícules de tots els temps", mentre que Entertainment Weekly la va catalogar dins de "Les 25 pitjors seqüeles mai fetes" i Comcast en la de "Les pitjors seqüeles mai fetes". James Berardinelli més tard va dir que: "The Phantom Menace va ser probablement la pel·lícula més sobrevalorada de la dècada passada (o més i tot), i la seva reputació ha patit com a conseqüència de la seva incapacitat per satisfer les expectatives no raonables". William Arnold, de Seattle Post-Intelligencer, va coincidir que la publicitat massiva de la pel·lícula va causar gran part de la reacció negativa, dient que "va construir expectatives que no poden possiblement ser igualades i van enfonsar els elements sorpresa." No obstant això, també va considerar que la pel·lícula va ser "ben feta i entretinguda" i creia que era molt millor que altres pel·lícules llançades aquell mateix any com The Mummy o The Matrix.
La introducció de midiclorians (organismes microscòpics que intervenen l'ús de la força) a la pel·lícula ha estat motiu de controvèrsia entre els fans. Aquells en contra ho veuen com un concepte que nega la qualitat espiritual de la força, tot i que la pel·lícula en si, encara retrata la força com una entitat misteriosa amb els midiclorians com un enllaç a través dels quals la força es comunica amb els éssers vius. L'historiador i cineasta Daniel Dinello assenyala: "Per als fanàtics de Star Wars que pensaven que redueix la força a un tipus d'infecció viral, els midiclorians proporcionen una interfície biològica, la relació entre el cos físic i l'energia espiritual". El teoleg John D. Caputo afegeix: "A l'evangeli de Lucas un món es conjura en el qual es reconcilien les oposicions difícils que tenen els pensadors religiosos després d'haver estat turmentats durant segles... Els dons que els mestres jedis gaudeixen poden tenir una base científica perfectament plausible, encara que els seus camins són misteriosos: les seves cèl·lules corporals tenen una concentració de midiclorians més gran del normal".
Després de l'estrena de la pel·lícula, hi va haver controvèrsia sobre si diversos personatges alienígenes reflecteixen estereotips racials, en particular: el maldestre Jar Jar Binks, té llargues orelles caigudes que recorden a la gent amb rastes i la seva forma de parlar que recorda al patuès del Carib, els neimoidians cobdiciosos i corruptes de la Federació de Comerç parlaven amb accents de l'Àsia oriental i els habitants del desert com Watto s'han interpretat com un estereotip jueu. Lucas ha negat categòricament totes aquestes implicacions, però, l'animador Rob Coleman va admetre que veia imatges d'Alec Guinness com Fagin a Oliver Twist per inspirar els seus animadors en la creació de Watto. Jar Jar Binks va ser descrit per un crític com: "servil i covard... un estereotip negre Minstrel show similar a Stepin Fetchit". Michael Eric Dyson, professor d'estudis afroamericans de la Universitat de Georgetown, va observar que tot el poble gungan sembla estranyament suggestiu d'una tribu primitiva africana: "El líder de la tribu de Jar Jar és un gras i maldestre bufó amb una veu retumbant, i sembla una caricatura estereotipada d'un cap tribal africà."

### Recaptació
Malgrat la seva crítica mixta, The Phantom Menace va ser un èxit financer important, va trencar molts records de taquilla en el seu debut. Va superar The Lost World: Jurassic Park en major recaptació el dia de l'estrena amb uns ingressos de 28 milions de dòlars (Harry Potter i la pedra filosofal el va superar el 2001), i el d'ingressar 100 milions en menys temps (superats el 2002 per Spiderman), aconseguit al cinquè dia. També es va convertir en la pel·lícula més ràpida en arribar als 200 i 300 milions de dòlars, marques que sustentaven Independence Day i el Titanic, respectivament. The Phantom Menace va ser la pel·lícula amb més èxit del 1999, va ingressar 431.088.295 dòlars als Estats Units i 493.229.263 a la resta del planeta, amb un total mundial de 924.317.558 dòlars. En aquell moment, la pel·lícula es va situar com la segona més taquillera de tots els temps a tot el món (per darrere de Titanic). Si s'ajusten els preus de les entrades per inflació, es va situar com la 19a pel·lícula més taquillera de tots els temps (quatre pel·lícules de la saga estan dins del top20 d'aquest rànquing). Altres països on va ser un gran èxit van ser: Austràlia (25.900.000 $), el Brasil (10.400.000 $), França i Algèria (43 milions de $), Alemanya (53,9 milions de $), Itàlia (12.900.000 $), Japó (109.900.000 $), Mèxic (12 milions de $), Espanya (25 milions de $) i el Regne Unit i Irlanda (81.900.000 $).
Després de la seva reestrena en 3D el 2012, la suma total de les taquilles va superar els mil milions de dòlars. Tot i que la pel·lícula havia perdut posicions a la classificació de les pel·lícules més taquilleres de tots els temps, aquesta reestrena en 3D la va fer pujar fins a ser la 12a més reeixida. A Amèrica del Nord, on va superar a l'original de Star Wars si no s'ajusten els preus de les entrades per la inflació, va passar a ser la cinquena pel·lícula més taquillera de tots els temps. També als Estats Units, va augmentar la seva classificació en les pel·lícules més taquilleres si s'ajusta la inflació quedant-se en un 16è lloc (un per darrere d'El retorn del jedi). La reestrena en 3D, que va ser el febrer de 2012, va guanyar 43 milions de dòlars a tot el món en el primer cap de setmana. Fins a la data, la reestrena en 3D ha ingressat total de 102.727.119 dòlars a tot el món. La pel·lícula va sobrepassar els mil milions de dòlars el 22 de febrer de 2012, es va convertir en la primera pel·lícula de Star Wars en aconseguir aquesta gesta i l'onzena pel·lícula de la història en fer-ho, sense tenir en compte la inflació. Els seus ingressos totals són de 1.027.044.677 dòlars.

### Premis
The Phantom Menace va ser nominada a tres candidatures dels premis Oscar: efectes especials, edició de so i so (Gary Rydstrom, Tom Johnson, Shawn Murphy i John Midgley). Va perdre totes tres candidatures davant The Matrix. En contra, la pel·lícula va ser nominada a set Premis Golden Raspberry. Entre ells: a la pitjor pel·lícula, pitjor director, pitjor guió, actor de suport (Jake Lloys com a Anakin), pitjor actriu de suport (Sofia Coppola com a Saché), pitjor parella protagonista (Jake Lloyd i Natalie Portman), i guanyadora de pitjor actor de suport (Ahmed Best com a Jar Jar Binks). També va guanyar dos Premis Saturn: a la millor vestimenta i efectes especials, un Premi MTV Movie per les millors escenes d'acció, i un Premi Young Artist per a Jake Lloyd. També va rebre nominacions en els premis BAFTA en els efectes especials i so, i un premi Grammy per la millor banda sonora. La revista Empire la va catalogar com la 449a millor pel·lícula de tots els temps dins de la seva taula de les 500 millors pel·lícules.